# Charles Vézin
Charles Auguste Vézin est un entrepreneur français du XIXe siècle, qui fut actif dans les travaux publics, la Société de construction des Chemins de fer Indochinois, et les Mines antimoine de Mathé à Monkay.

## Histoire
Arrivé au Tonkin en 1886, en même temps que Paul Bert, l'entrepreneur français Charles Vézin fut un des quatre administrateurs d'un journal local, le Courrier de Haïphong et l'un des principaux entrepreneurs de travaux publics. 
En 1894, les échantillons de sulfure d'antimoine provenant des Mines antimoine de Mathé à Monkay, appartenant à Vézin et Devaux, sont commercialisés sur le marché mondial et une mine d'antimoine ouverte près de Monkay. Mais les progrès de l'exploitation sont rapidement compromis par des pirates, qui ont enlevé l'ingénieur principal, dans la mine, et le directeur à Phu Lang Thuong, poste français le plus avancé sur la route mandarine, non loin duquel a eu lieu l'Embuscade de Bac Le, au cours de l'expédition du Tonkin de juin 1884.
Au Tonkin, Charles Vézin produit aussi des ciments artificiels, des chaux hydrauliques et des mosaïques de carrelage et il est chargé par le protectorat de la construction de chemins de fer, ce qui lui assure d’importants revenus. Il transforme la ligne de Lạng Sơn à Phu Lang Thuong en voie d'un mètre. Pour abaisser les coûts, l'association avec le fabricant de matériels Schneider lui permet d'emporter le marché en novembre 1896.
La ligne de Hanoï à Hué et Tourane, passant par Ninh-binh, Thanh-hoa et Vinh, sur environ 700 km, est concédée à un syndicat d'entrepreneurs représenté par Charles de Vézin, associé à Devaux et la Compagnie de Fives-Lille. C'est le "chemin der fer transindochinois", appelé aussi Chemin de fer Nord-Sud du Viêt Nam, qui passe par la Gare de Hué le long d'une ligne de pénétration en Chine destinée à drainer le trafic de la province. Il est construit par la Société de construction des Chemins de fer Indochinois et opéré par la Compagnie française des chemins de fer de l'Indochine et du Yunnan, car il mène à la province chinoise du Yunnan et son riche gisement d'antimoine.
Après la guerre sino- japonaise, la cour de pékin, accorde par le traité du 10 avril 1898, la concession d'un chemin de fer du Tonkin à Yunnanfou, pour la déserte des riches mines d'étain de Ko-Tiéou et les centres de Tsi-Kay, Miem-Tien, Lin-Gan-Fou et Cheu-Ping. Pour le construire, un consortium se met en place en 1898. Il regroupe financiers et industriels. Les grandes banques parisiennes s'y trouvent représentées, sous la direction de la Banque d'Indochine. La ligne monte du niveau de la mer à 2.025 mètres d'altitude. Avec ses 3.422 viaducs, ponts et aqueducs et ses 155 tunnels, c'est l'unde l'une des plus audacieuses et des plus pittoresques du monde.
Charles Vézin obtient par ailleurs une concession pour le pavage des égouts de Mexico en 1897. Au Mexique, les grands travaux sont confiés à l'entreprise française, Eugène Letellier et Charles Vezin.
En 1902-1903, il construit en Bolivie, avec René Vézin, son fils, pour la Compagnie de Huauchaca, un barrage sur le Rio Cayna, une canalisation de 11 km de longueur. En 1920, c'est la route argentino-bolivienne de Jujuy à Uyuni, sur un parcours de 100 kilomètres. Les travaux sont en grande partie arrêtés par suite du manque de rails et la route est bientôt doublée d'un chemin de fer, pour relier par le rail la Bolivie à l'Argentine,

## Décorations Française
- Chevalier de la Légion d'honneur en 1903[7]